# Dolichopus ciscaucasicus
Dolichopus ciscaucasicus är en tvåvingeart som beskrevs av Stackelberg 1927. Dolichopus ciscaucasicus ingår i släktet Dolichopus och familjen styltflugor. Inga underarter finns listade i Catalogue of Life.